# Arthon-en-Retz

Localització d'Arthon-en-Retz

Arthon-en-Retz (en bretó Arzhon-Raez, en gal·ló Arton-en-Rais) és un municipi francès, situat a la regió de país del Loira, al departament de Loira Atlàntic, que històricament ha format part de la Bretanya. L'any 2006 tenia 3.240 habitants. Limita amb Chéméré, Vue, Frossay, Saint-Viaud, Saint-Père-en-Retz, Chauvé i Pornic.

## Demografia
| 1801                                       | 1866 | 1921 | 1936 | 1962 | 1968 | 1975 | 1982 | 1990 | 1999 | 2005 |
| ------------------------------------------ | ---- | ---- | ---- | ---- | ---- | ---- | ---- | ---- | ---- | ---- |
| 862                                        | 2352 | 2142 | 1889 | 1889 | 1948 | 1933 | 2151 | 2321 | 2670 | 3127 |
| Des de 1962: població sense dobles comptes |      |      |      |      |      |      |      |      |      |      |

## Administració
| Període | Identitat     | Partit             |
| ------- | ------------- | ------------------ |
| 2001-   | Joseph Laigre | UDF, després MoDem |